# GHS piktogrami opasnosti
Piktogrami opasnosti čine deo međunarodnog Globalno harmonizovanog sistema klasifikacije i obeležavanja hemikalija (GHS). Dva seta piktograma su uključena u GHS: jedan za obeležavanje kontejnera i upozorenja o opasnostima na radnom mestu, a drugi za upotrebu tokom transporta opasnih materija. Bira se ili jedno ili drugo, u zavisnosti od ciljne publike, ali se to dvoje ne koristi zajedno. Dva seta piktograma koriste iste simbole za iste opasnosti, iako određeni simboli nisu potrebni za transportne piktograme. Piktogrami za transport dolaze u široj paleti boja i mogu sadržati dodatne informacije kao što je broj potkategorije.
Piktogrami opasnosti su jedan od ključnih elemenata za označavanje kontejnera prema GHS-u, zajedno sa:
- identifikacija proizvoda;
- signalna reč – ili Opasnost ili Upozorenje – gde je potrebno
- izjave o opasnosti, koje ukazuju na prirodu i stepen rizika koji predstavlja proizvod
- izjave o merama predostrožnosti, koje ukazuju na to kako treba rukovati proizvodom da bi se smanjili rizici za korisnika (kao i za druge ljude i opšte okruženje)
- identitet dobavljača (koji može biti proizvođač ili uvoznik)

## Literatura
- „Globally Harmonized System of Classification and Labelling of Chemicals” (pdf). 2021. Annex 3: Codification of Statements and Pictograms (pp 268–385).
- „Regulation (EC) No 1272/2008 of the European Parliament and of the Council of 16 December 2008 on classification, labelling and packaging of substances and mixtures, amending and repealing Directives 67/548/EEC and 1999/45/EC, and amending Regulation (EC) No 1907/2006”, OJCE (L353): 1—1355, 2008-12-31 (the "CLP Regulation")
- UN Recommendations on the Transport of Dangerous Goods. Model Regulations (Fifteenth изд.), New York and Geneva: United Nations, 2007, ISBN 978-92-1-139120-6, ST/SG/AC.10/1/Rev.15 ("UN Model Regulations Rev.15")
- UN Recommendations on the Transport of Dangerous Goods. Manual of Tests and Criteria (Fourth revised изд.), New York and Geneva: United Nations, 2002, ISBN 92-1-139087-7, ST/SG/AC.10/11/Rev.4 ("UN Manual of Tests and Criteria Rev.4")

## Spoljašnje veze
- GHS pictogram gallery from the United Nations Economic Commission for Europe